# 邓逸凡
邓逸凡（1912年6月14日—2004年9月3日），原名邓福坤，中国人民解放军中将，1950年作为援越军事顾问团副团长随团长韦国清前往越南，梅嘉生率军事顾问组，邓逸凡率政治
顾问组，帮助越共与法军作战。1955年获二级八一勋章、一级独立自由勋章、一级解放勋章，1988年获一级红星功勋荣誉章。文化大革命初期受到迫害。